# 탬진 머챈트
탬진 머챈트(Tamzin Merchant, 1987년 3월 4일 ~ )는 잉글랜드의 배우이다.

## 출연 작품

### 영화
- 제인 에어 - 메리 리버스 역

### 드라마
- 세일럼 시즌 2 - 앤 헤일 역